# Pseudacris triseriata
Pseudacris triseriata és una espècie de granota de Nord-amèrica (des del sud de Quebec fins a Dakota del Sud i des de Kansas a Oklahoma).